# Ewa Czeszejko-Sochacka
Ewa Jadwiga Czeszejko-Sochacka, née le 3 janvier 1954 à Varsovie, est une activiste sociale, responsable culturelle et femme politique polonaise membre de la Plate-forme civique (PO).

## Biographie

### Formation et vie professionnelle
Elle est diplômée en 1977 de philologie polonaise à l'université de Varsovie, puis complète son cursus par des cours à l'Académie Leon Koźmiński. Elle s'engage ensuite dans le monde de la culture.

### Députée à la Diète
Pour les élections législatives du 9 octobre 2011, elle est investie en seizième position sur la liste de la PO dans la circonscription de Varsovie-I, menée par le président du Conseil des ministres sortant Donald Tusk. Elle cumule alors 2 466 voix préférentielles, ce qui lui donne le onzième score de la Plate-forme civique qui fait élire seulement dix députés.
Le 7 novembre 2014 toutefois, Ewa Czeszejko-Sochacka entre à la Diète à l'âge de 59 ans, après que Tusk ait démissionné pour devenir président du Conseil européen.
Dans la perspective des élections législatives du 25 octobre 2015, elle remonte en douzième position sur la liste conduite par la présidente du Conseil sortante Ewa Kopacz. Avec 1 263 votes de préférence, elle réalise la treizième performance alors que la PO ne fait élire que huit députés.